# Marcus Antonius Hiberus
Marcus Antonius Hiberus (möglicherweise auch Gaius Antonius Hiberus, da beide Praenomina belegt sind) war ein im 2. Jahrhundert n. Chr. lebender römischer Politiker.
Durch Militärdiplome, die z. T. auf den 8. April 133 datiert sind, ist belegt, dass Hiberus 133 zusammen mit Publius Mummius Sisenna ordentlicher Konsul war. Weitere Diplome, die z. T. auf den 19. Januar 136 und den 28. Februar 138 datiert sind, und eine weitere Inschrift belegen, dass er mindestens vom 19. Januar 136 bis zum 11. Juli 138 Statthalter der Provinz Moesia inferior war.
In zwei Inschriften wird für Hiberus der Vorname Marcus angegeben, in einer weiteren Inschrift Gaius; sonstige Inschriften nennen entweder keinen Vornamen oder sind unvollständig erhalten. In einem Militärdiplom, das auf 117/138 datiert wird, ist ein Gaius Antonius als Konsul aufgeführt; ob es sich dabei um Hiberus oder einen ansonsten unbekannten Konsul handelt, ist unsicher.